# Rui Enes Ulrich
Rui Ennes Ulrich GCC • GCSE (Lisboa, Mártires, 20 de Abril de 1883 - Lisboa, Santa Isabel, 20 de Junho de 1966) foi um professor universitário, académico, administrador de empresas, empresário e embaixador português e figura proeminente da sociedade novecentista.

## Família
Filho de João Henrique Ulrich, Jr. e de sua mulher Maria Cristina d'Orta Ennes, filha de Guilherme José Ennes, negociante matriculado na Praça de Lisboa, director do Banco de Portugal, Comendador da Ordem de Cristo, e de sua mulher Joana da Cruz de Orta, filha do 1.º Visconde de Orta.
Rui Ennes Ulrich provinha duma família ligada ao comércio bancário e à arquitectura, os Ulrich, família do Norte de Hamburgo, que se tinham estabelecido em Portugal em meados do século XVIII. Após o terramoto de 1755, a família cooperou activamente na reconstrução de Lisboa, a convite do Marquês de Pombal, prosseguindo os seus negócios no ramo financeiro. Os Ennes, com origem em Areosa (Viana do Castelo), e estabelecidos em Lisboa desde meados do século XVIII, eram uma família ligada ao comércio e à indústria, tendo inclusivamente o irmão mais velho do avô de Ruy Ennes Ulrich sido presidente da Associação Comercial de Lisboa e fundador e presidente da Associação Industrial Portuguesa.

## Biografia

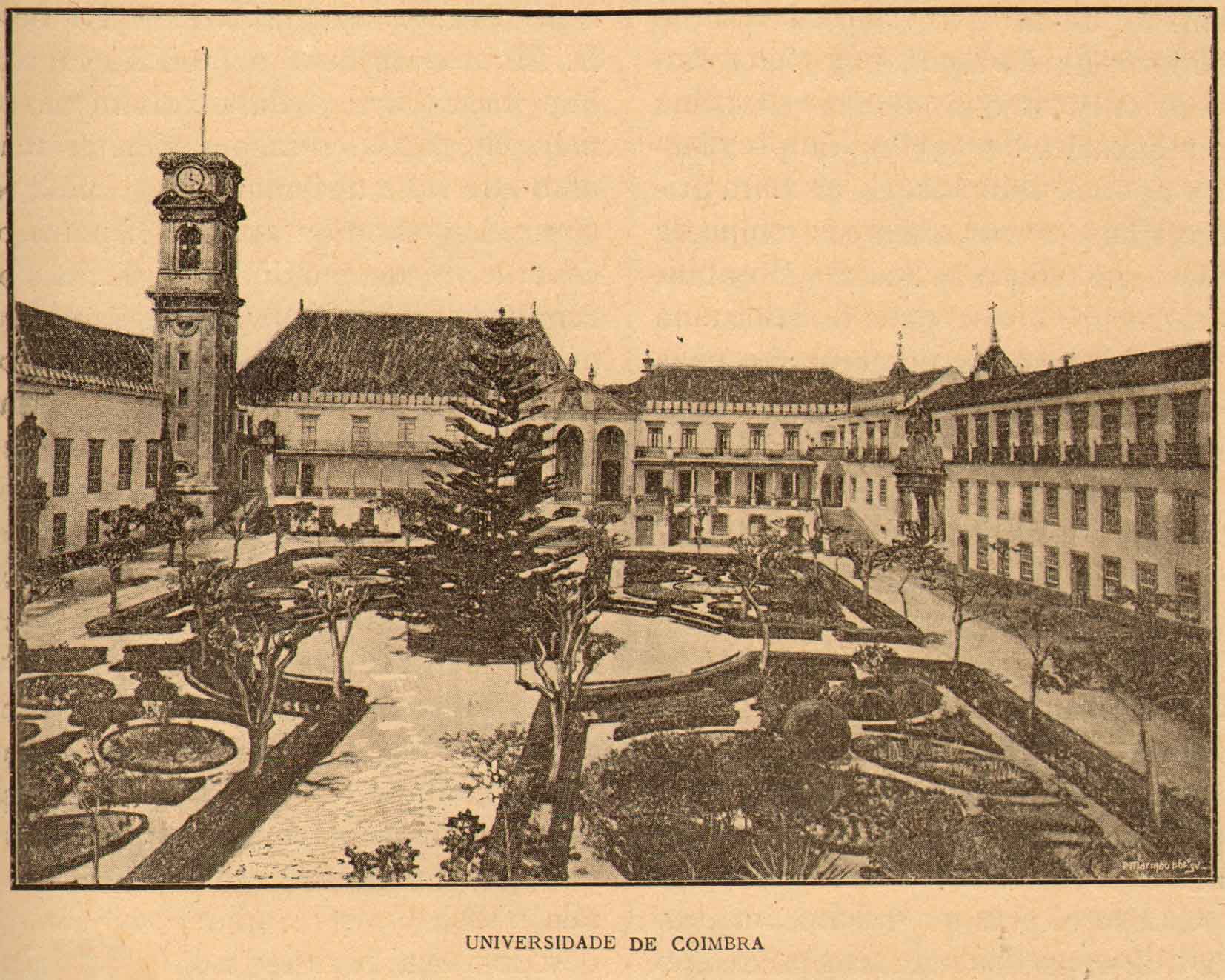
Universidade de Coimbra em 1899.

### Carreira universitária
Matriculado no ano lectivo de 1899-1900, Licenciado em 1904 e Doutorado em 1906 em Direito pela Faculdade de Direito da Universidade de Coimbra, onde estudou e que cursou distintamente, sendo nomeado de seguida Lente ou Professor Catedrático na mesma Faculdade de Direito entre 1906 ou 1907 e 1910, lugar que desempenhou com o maior brilho, como se comprova pelas lições publicadas, mas de que pediu a sua exoneração em fins de 1910, demitindo-se após a Proclamação da Implantação da República Portuguesa, tendo sido também, mais tarde, em 1936, Professor Catedrático e Diretor da Faculdade de Direito da Universidade de Lisboa, da qual foi Director desde 1937.
Foi Sócio da Academia das Ciências de Lisboa, do Instituto Colonial Internacional e da Academia Diplomática Internacional, Vice-Presidente da Sociedade de Geografia de Lisboa, e pertenceu a diversas outras Academias e Sociedades Científicas Nacionais e estrangeiras, etc.

### Obra publicada
Dos seus trabalhos universitários estão publicados os seguintes:
- Da bolsa e suas operações, Coimbra, 1900, (Dissertação inaugural);
- Estudos de economia social: Vol. I – Crises económicas portuguesas, Coimbra, 1902;[1]
- Estudo sobre a condição legal das ordens e congregações religiosas em Portugal, Coimbra, 1905 (Dissertação para a 13.ª cadeira);
- Do reporte no direito comercial português, Coimbra 1906, (Dissertação de concurso);
- Estudos de economia social: Vol. II - Legislação operaria portugueza, Coimbra, 1906, (Dissertação para a licenciatura);[1]
- Theses ex universo jure, Coimbra, 1906;
- Ciência e administração colonial, vol. I – Introdução, Coimbra, 1908, (Lições em 1907 1908);
- Política colonial, Coimbra, 1909. (Lições em 1908-1909);[1]
- Economia Colonial, lições feitas ao curso do 4.° ano jurídico no ano de 1909-1910, vol. I, Coimbra, 1910;[1]
- História da Administração Colonial[1]

Etc.
No Boletim da Sociedade de Geografia de Lisboa publicou na 29.ª série - 1911 - um importante trabalho intitulado Regime monetário colonial. No pouco tempo em que permaneceu na Junta do Crédito Público redigiu várias Consultas, achando-se publicadas duas das mais importantes: Consulta de 30 de Dezembro de 1911 sobre Dotação da Divida Interna e Consulta de 6 de Janeiro de 1912 sobre a Divida Inscrita, Lisboa, 1913.

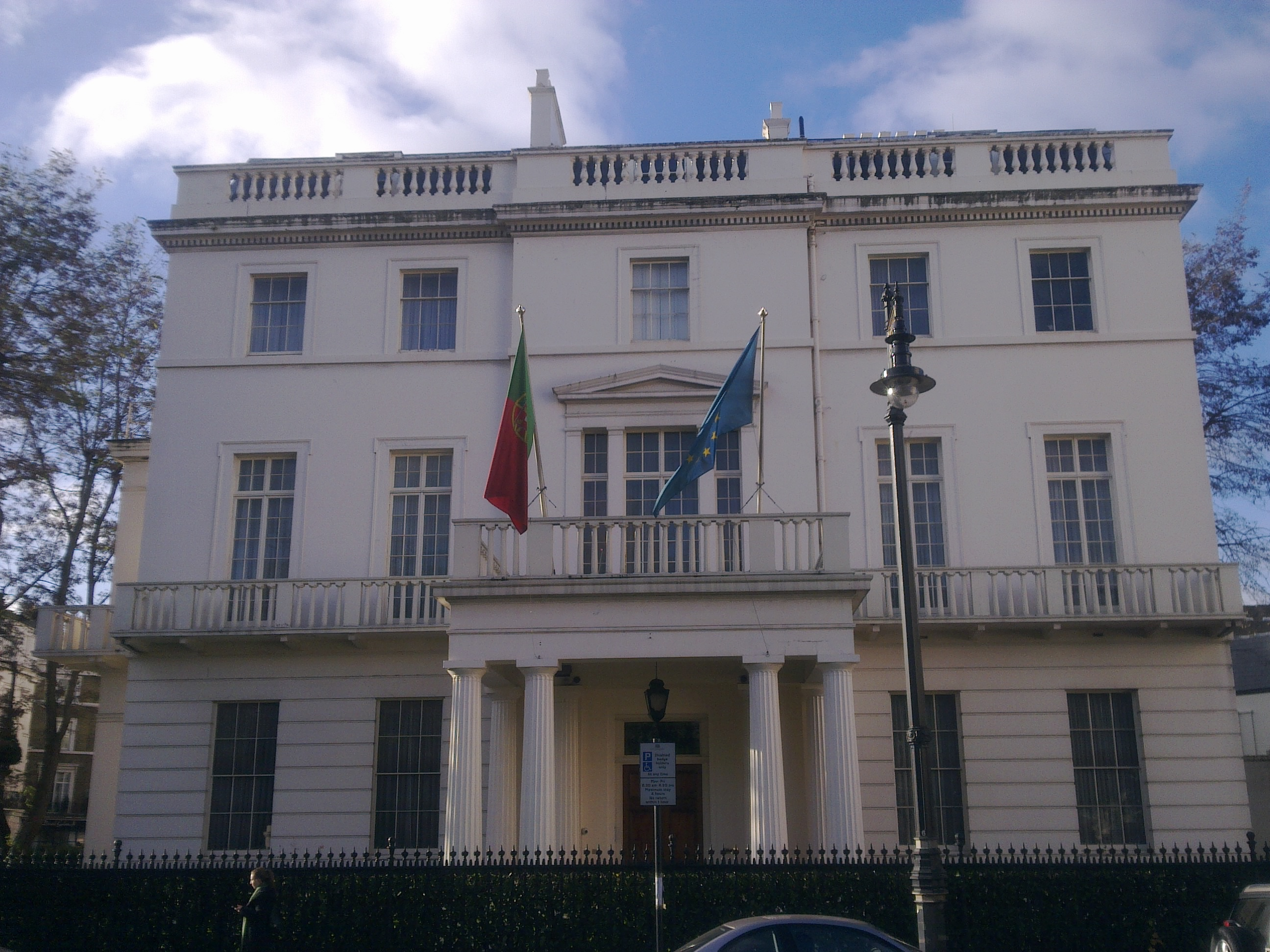
Embaixada de Portugal em Londres.

### Carreira empresarial e diplomática
A 21 de Agosto de 1911 foi eleito pelos Juristas Primeiro Vogal Substituto para a Junta do Crédito Público, no triénio de 1911-1914, sendo chamado a substituir um Vogal Efectivo da mesma Junta a 7 de Setembro, servindo até 5 de Novembro seguinte. Chamado novamente, a 25 do mesmo mês, ficou até 6 de Janeiro de 1912. Foi Diretor do Banco de Portugal entre 1914 e 1927 e Delegado de Portugal à Conferência de Reparações em Haia entre 1929 e 1930. Foi Administrador da Companhia de Moçambique de 1920 a 1933, Administrador e Presidente do Conselho de Administração da Companhia dos Caminhos de Ferro Portugueses de 1922 a 1933 e Presidente da Companhia Nacional de Navegação desde 1936, em 1936, Professor Catedrático e Diretor da Faculdade de Direito da Universidade de Lisboa, da qual foi Director desde 1937, Administrador das Companhias Reunidas de Gás e Eletricidade, da Companhia dos Caminhos de Ferro de Benguela e da Companhia de Seguros Ultramarina, Embaixador de Portugal em Londres de 1933 a 1935 e novamente de 1950 a 1953, Vogal da Junta Nacional da Marinha Mercante em 1940, Presidente do Centro de Estudos Económicos desde 1944, Membro do Conselho dos Suplentes da Organização do Tratado do Atlântico Norte (OTAN) e da Delegação Portuguesa às Reuniões do Conselho da O.T.A.N. em Londres, Bruxelas, Otava, Roma e Lisboa, etc.

### Carreira política
Foi Procurador à Câmara Corporativa por designação do Conselho Corporativo durante a I Legislatura, entre 1935 e 1938, na qual fez parte da 12.ª Secção - Crédito e Seguros, tendo subscrito ou relatado um total de treze pareceres: 95/I – Importação de azeite, 96/I – Condicionamento industrial, como Relator, 97/I – Organização corporativa da agricultura, 98/I – Remodelação dos serviços dos correios, telégrafos e telefones, 106/I – Autorização de receitas e despesas para 1938, 108/I – Autorização ao Governo para contrair um empréstimo interno amortizável de 3 1/2 por cento, como Relator, 110/I – Tarifas ferroviárias, como Relator, 114/I – Cadastro geométrico da propriedade rústica, 115/I – Povoamento florestal, 119/I – Estudos e obras de hidráulica agrícola, 121/I – Estatuto Jurídico dos Caminhos de Ferro, como Relator, 122/I – Plano de Fomento da Colónia de Angola e 123/I - Colonização interna; durante a II Legislatura, entre 1938 e 1942, na qual fez parte da 11.ª Secção - Transportes e Turismo como Assessor e da 25.ª Secção - Finanças e Economia Geral também como Assessor, tendo subscrito ou relatado um total de doze pareceres: 1/II – Autorização de receitas e despesas para o ano de 1939, 5/II – Electrificação rural do País, 7/II – Rectificações dos mapas do plano do povoamento florestal, 8/II – Exploração de pedreiras, como Relator, 10/II – Fomento mineiro, 11/II – Navegação para as colónias, 12/II – Autorização de receitas e despesas para 1940, 20/II – Autorização de receitas e despesas para 1941, 24/II – Autorização de receitas e despesas para 1942, 25/II – Autorização ao Governo para emitir um empréstimo consolidado de 3 1/2 por cento, como Relator, 26/II – Autorização ao Governo para criar um imposto sobre os lucros extraordinários de guerra e 30/II - Indústrias derivadas da produção agrícola; durante a III Legislatura, entre 1942 e 1945, na qual fez parte da 24.ª Secção - Finanças e Economia Geral como Assessor, tendo subscrito ou relatado um total de trêss pareceres: 20/III – Autorização de receitas e despesas para 1945, 22/III – Suplemento eventual de vencimentos dos funcionários e mais servidores do Estado e 23/III - Coordenação de transportes terrestres, como Relator; durante a IV Legislatura, de 1945 a 1949, na qual fez parte do Conselho da Presidência e da 24.ª Secção - Finanças e Economia Geral como Assessor, tendo subscrito ou relatado um total de quinze pareceres: 3/IV – Melhoramentos agrícolas, 4/IV – Acordos entre os Governos de Portugal e da Grã-Bretanha e Irlanda do Norte sobre serviços aéreos entre os territórios português e britânico e através deles, como Relator, 6/IV – Foros, 10/IV – Estabelecimentos fabris do Ministério, 12/IV – Melhoramentos no porto de Lisboa, 14/IV – Autorização de receitas de despesas para 1947, 16/IV – Inquilinato, 17/IV – Reorganização do parcelamento da serra de Mértola, 19/IV – Restrição do plantio da vinha, 20/IV – Imposto sobre sucessões e doações, como Relator, 21/IV – Carta dos solos de Portugal, 24/IV – Receitas e despesas para 1948, 27/IV – Guarda rural e fomento de caça e pesca desportivas, 29/IV – Questões conexas com o problema da habitação e 39/IV - Tratado do Atlântico Norte, como Relator; durante a V Legislatura, entre 1949 e 1953, na qual fez parte do Conselho da Presidência e da 24.ª Secção - Finanças e Economia Geral como Assessor, não tendo subscrito ou relatado nenhum parecer, e durante a VIII Legislatura, entre 1961 e 1965, na qual fez parte do Conselho da Presidência e da 10.ª Secção - Crédito e Seguros, 1.ª Subsecção - Crédito e 2.ª Subsecção - Seguros, tendo subscrito ou relatado um total de quatro pareceres: 7/VIII – Junta de Planeamento Económico Regional, 9/VIII – Revisão da Lei n.º 2066 de 27 de Junho de 1953 (Lei Orgânica do Ultramar Português), 18/VIII – Projecto de Plano Intercalar de Fomento para 1965-1967 (Continente e ilhas) e 21/VIII - Regime jurídico dos acidentes de trabalho e das doenças profissionais.

### Condecorações
A 19 de Outubro de 1929 foi agraciado com a Grã-Cruz da Ordem Militar de Nosso Senhor Jesus Cristo de Portugal a 25 de Março de 1935 foi agraciado com a Grã-Cruz da Antiga, Nobilíssima e Esclarecida Ordem Militar de Sant'Iago da Espada, do Mérito Científico, Literário e Artístico de Portugal. Grã-Cruz da Ordem da Coroa da Roménia, etc.

## Casamento e descendência
Casou em Lisboa, Santos-o-Velho, a 22 de Abril de 1907 com Genoveva de Lima Mayer (Lisboa, Lapa, 3 de Setembro de 1886 - Lisboa, Santa Isabel, 8 de Julho de 1963), Poetisa e Escritora com o nome literário de Veva de Lima, filha de Carlos Félix de Lima Mayer e de sua mulher Amélia da Veiga de Araújo, sobrinha paterna do 1.º Visconde dos Olivais, da qual teve uma filha e um filho: 
- Maria de Lima Mayer Ulrich (Coimbra, Santo António dos Olivais, 9 de Março de 1908 - Lisboa, 25 de Novembro de 1988), solteira e sem geração[13]
- Jorge de Lima Mayer Ulrich (Lisboa, Lapa, 26 de Outubro de 1912 - Lisboa, Santa Isabel, 2 de Maio de 1932), solteiro e sem geração